# Erzbistum Washington
Das in den USA gelegene Erzbistum Washington (lateinisch Archidioecesis Vashingtonensis, englisch Archdiocese of Washington) ist ein Erzbistum der römisch-katholischen Kirche mit Sitz in der Hauptstadt der Vereinigten Staaten von Amerika, Washington, D.C.

## Geschichte
Am 15. November 1947 wurde das Erzbistum Washington von Papst Pius XII. durch Teilung des Erzbistums Baltimore-Washington mit Sitz eines eigenen Erzbischofs gegründet, unterstand aber vorerst dem Erzbistum Baltimore als Suffraganbistum.
Am 12. Oktober 1965 wurde es zum Metropolitanbistum erhoben und ihm das Bistum Saint Thomas als Suffraganbistum zugeordnet. Am 28. Mai 1974 wurden einige Gebiete für das neuerrichtete Bistum Arlington abgegeben.
Im Sommer 2018 wurde der amtierende Erzbischof Donald Wuerl wegen seines Umgangs mit sexuellem Missbrauch als Bischof von Pittsburgh vor dem zuständigen Geschworenengericht kritisiert. Am 16. August 2018 nahm das Erzbistum Washington die Website Wuerl Report, die es zur Inschutznahme Wuerls gegen Vorwürfe bezüglich der Missbrauchsfälle in Pennsylvania eingerichtet hatte, nach öffentlicher Kritik vom Netz. Am 12. Oktober 2018 nahm Papst Franziskus Wuerls Amtsverzicht an, der emeritierte Ortsbischof Theodore McCarrick wurde am 16. Februar 2019 wegen sexuellen Missbrauchs laisiert.

## Struktur
Zum Gebiet des Erzbistums gehören neben dem District of Columbia auch Montgomery County, Prince George’s County, Saint Mary’s County, Calvert County und Charles County in Maryland.
Den Erzbischof von Washington unterstützen derzeit 3 Weihbischöfe. Seit 1967 wurden bisher alle Erzbischöfe von Washington in das Kardinalskollegium aufgenommen.
Die größte Kirche des Erzbistums ist nicht die St.-Matthäus-Kathedrale, sondern das 1961 vollendete Nationalheiligtum Basilika der Unbefleckten Empfängnis.
Das Erzbistum ist darüber hinaus Träger zahlreicher caritativer Einrichtungen. Dazu gehören u. a. drei Krankenhäuser, 16 Heime für Senioren, chronisch Kranke und Invaliden, 49 Behinderteneinrichtungen und 16 Gesundheitszentren. Außerdem befinden sich auf dem Gebiet des Erzbistums 3 Colleges und Universitäten, 17 High Schools und 91 Grundschulen in kirchlicher Trägerschaft.

## Erzbischöfe von Washington

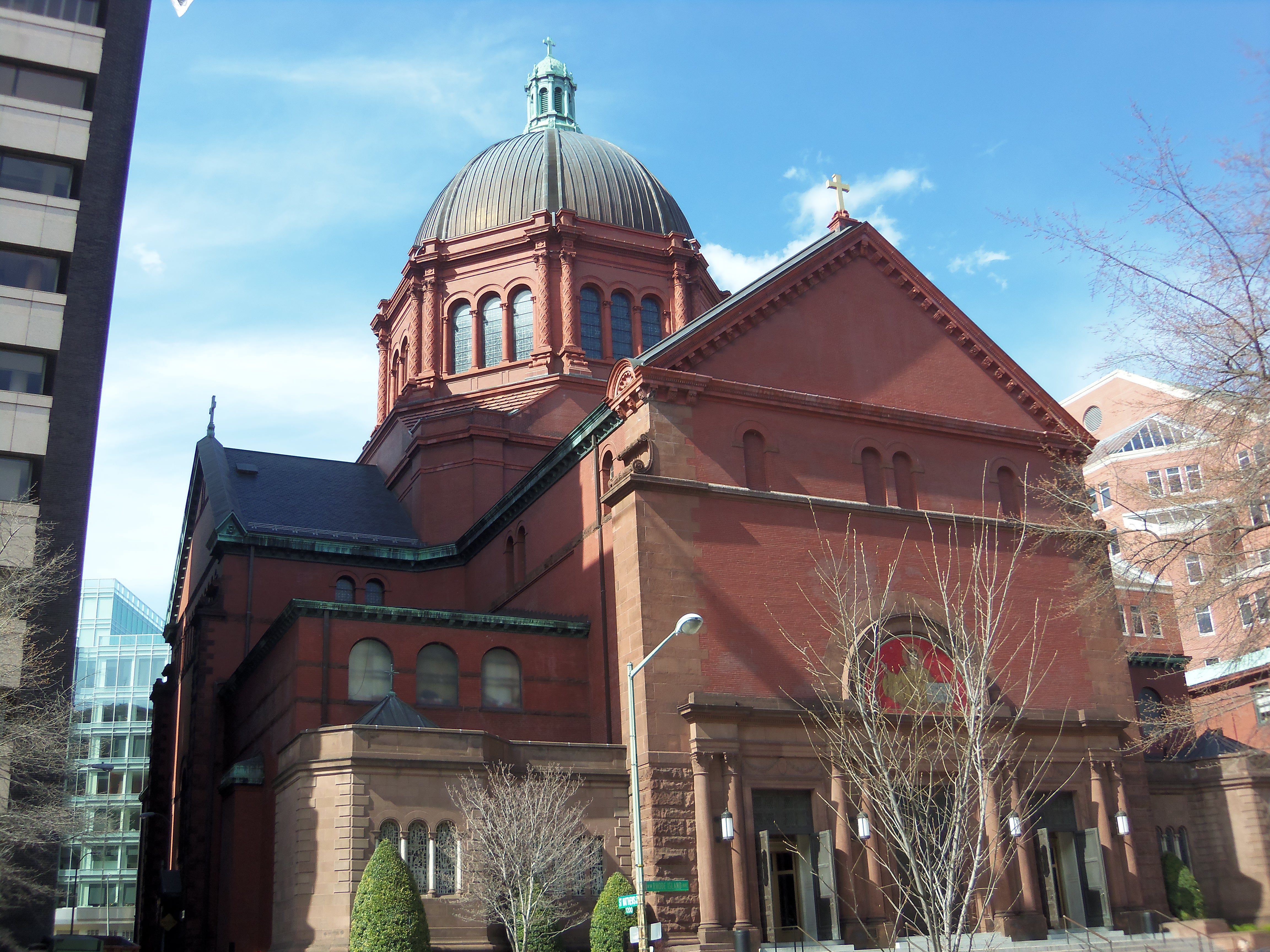
Kathedrale Saint Matthew the Apostle

1. Patrick Aloysius Kardinal O’Boyle (1947–1973)
2. William Wakefield Kardinal Baum (1973–1980)
3. James Aloysius Kardinal Hickey (1980–2000)
4. Theodore Edgar Kardinal McCarrick (2000–2006)
5. Donald Kardinal Wuerl (2006–2018)
6. Wilton Daniel Kardinal Gregory (2019–2025)
7. Robert Walter Kardinal McElroy (seit 2025)